# Синьокоремен зелен ширококлюн
Синьокоремният зелен ширококлюн (Calyptomena hosii) е вид птица от семейство Ширококлюнови (Eurylaimidae). Видът е почти застрашен от изчезване.

## Разпространение
Видът е разпространен в Бруней, Индонезия и Малайзия.